# エロゲー(作品別)掲示板
エロゲー(作品別)＠bbspink掲示板（エロゲーさくひんべつ-けいじばん）は、匿名掲示板2ちゃんねるの外郭掲示板であるPINKちゃんねるに属する掲示板の一つ。通称工作板（こうさくいた）。主にLeaf,key掲示板の取り扱う範囲を除く、個別の商業アダルトゲーム作品に関する攻略、感想などの話題を扱う。正式名称は「エロゲー(作品別)＠bbspink掲示板」

## 歴史
- 2004年8月17日 - idol.bbspink.comサーバーにエロゲー板より分割し設置された。
- 2007年9月15日 - qiufen.bbspink.comサーバーに移転
- 2011年2月23日 - kilauea.bbspink.comサーバに移転
- 2015年2月8日 - aoi.bbspink.comサーバに移転

## 利用者
- アダルトゲームをキーワードとする各種の話題を主目的とするため、成人年齢以上の男性がほぼ多数を占める。独身男性が多いが既婚の者も居る。

## ローカルルール
- PINKちゃんねるのルールに従うこと。
- 1作品1スレッドが原則
- ネタ・キャラクターに関する話題はエロゲネタ&業界板、Leaf・Keyの作品に関連した話題はLeaf,key掲示板で行うこと。
- 違法行為は厳禁。